# 葉梨康弘
葉梨康弘（日语：／ Hanashi Yasuhiro，1959年10月12日—） ，日本政治家，前警官。自民党眾議院議員（6期）、法務大臣（第106任）。曾任菅义伟内阁农林水产副大臣、自民党总务部会長、法务副大臣兼内阁府国务副大臣（第二次安倍改造內閣、第三次安倍內閣、第三次安倍第三次改造內閣、第四次安倍內閣）、众议院司法委员会委员长。
葉梨新五郎之養孫，前眾議院議員葉梨信行是岳父/養父，為第三代世襲政治家。舊姓渡邊。

## 來歷
出生於東京都三鷹市，親生父親是醫生渡邊武治。畢業於東京教育大學附屬駒場高中（現筑波大學附屬駒場高中）、東京大學法學院。後於1982年進入警察廳，歷任警察廳刑事局防範科、岩手縣警察本部刑事部調查第二科科長、兵庫縣警察本部刑事部調查第二科科長、日本外務省駐印度尼西亞大使館一等書記官等職務。後與眾議院議員葉梨信行的女兒結婚。
1999年時為警視正，同年從警察廳辭職。同年3月成爲葉梨信行的秘書。
2014年9月4日在第二次安倍改組內閣中任法務副大臣。
2016年1月被任命为众议院法務委员長。同年8月，任自民党总务部长。
2018年10月被任命为众议院法務委员長。
2022年8月10日第二次岸田改造內閣成立，以法务大臣的身份首次入阁。2022年11月11日因失言風波（詳見爭議）請辭。

## 政策/主张

### 宪法
- 在2021年的问卷调查中，他对宪法修正案的回答是同意的 [12] 。
- 关于将自卫队纳入宪法第9条，他在2021年的问卷调查中回答同意 [13] 。
- 在 2021 年每日新闻的问卷调查中，他回答了除了修改宪法和制定紧急条款的选项之外。 [14]

### 外交/安全
- 對於如果預料到來自其他國家的攻擊，攻擊敵方基地也不應該猶豫的問題，在2021年的問卷調查中回答難以回答。[15]
- 對於對北韓施壓比對話更重要的問題，在2021年的問卷調查中，他回答說：同意。[16]
- 关于普天间基地搬迁至边野子，在2021年的问卷调查中，他回答说比较同意 [12] 。

### 性别
- 對於選擇性夫婦別姓制度的引進，在2021年的問卷調查中回答贊成。[17]
- 對於允許同性結婚的法律修改，在2021年朝日新聞社的問卷調查中回答了不能說任何一方。同年，在NHK的問卷調查中，他回答道：不管怎麼說都反對。[18]
- 對於是否應該儘快通過LGBT等性少數者增進理解法案的提問，在2021年的問卷調查中回答說：贊成。[19]
- 關於引入配額制，在2021年的問卷調查中，回答贊成。[20]

### 其他
- 對於今後對原子能發電的依賴度應該怎麼辦的問題，在2021年的問卷調查中回答應該維持現狀。[21]
- 作爲新型冠狀病毒的對策，消費稅率的暫時下調在2021年的問卷調查中回答沒有必要。[22]
- 因圍繞森友學園的公文篡改問題，財務省拒絕公開的赤木文件於2021年6月22日根據大阪地方法院的命令被公開。對於如何看待國家的應對的提問，在2021年每日新聞社的問卷調查中，做出了選擇項以外的回答。[23][24]

## 人物

### 统一教会相关
- 2008年統一教會（現世界和平統一家庭聯合）相關團體——世界日報社發行的月刊《View Point》刊登了葉梨的採訪報道。[25]
- 第2次岸田改組內閣於2022年8月10日成立。葉梨在就任法務大臣時否認了與統一教會沒有關聯。[26]同年8月15日，在國務會議結束後舉行的記者招待會上，他表明了刊登上述採訪報道的意思。另外，就統一教會問題表示，將親自主持成立相關部門聯絡會議。我們會與受害者救濟聯繫起來。[27][28]

### 其他
- 和平泽胜荣等人一样，他是国家警察厅的职业官员，并参加[29]与弹珠机产业密切相关的茨城县弹珠机行业协会举办的新年庆祝活动。
- 它收到了公路运输管理研究小组的捐款，该小组是一个由卡车运输公司组成的行业组织[30] 。
- 他曾任自民党国会议员博彩业振兴联盟副秘书长，表示将加深迄今为止对博彩业毫无兴趣的议员们的理解，并认真考虑定位弹珠机行业。 [31] [32] 。他还担任柏青哥连锁店协会的政治顾问[33] 。
- 2009 年6 月 26日，针对法务委员会关于修改《儿童卖淫和儿童色情制品处罚法》的法案，关于照片集圣达菲，如果你意识到它可能是儿童色情制品，你应该丢弃它。我认为拥有它是很自然的，他说。后来回想这件事，他说：任何一个有女儿（三个女儿的父亲）的父亲都会这么想。此外，对于修改后的提案的定义，他回答不考虑艺术性，然后不打开就知道是儿童色情，警方不会诬告。因为他表示，由于与同时成为问题的足利案的关联性，反对修订法案的人对诬告和反对的意识不强。 [34] [35]
- 2017年3月23日，在學校法人森友學園籠池泰典的證人傳喚中，葉梨出示了籠池給安倍昭惠負責職員的陳情信，並對其進行了追問。4月1日深夜，更新了主頁的用眼睛看的活動日誌欄目。自3月23日審問證人以來，對我的誹謗中傷似乎也越來越多。因爲是找茬，所以不想參加同一個摔跤場。他接着說：今天從那些人那裏聽說了與事實不符的假髮疑惑，所以上傳洗髮後的照片。但是因爲地區支持者們指責說這是認真進行國政報告的網站，感覺有些不協調、有損老師的形象等，所以幾天內刪除了照片。[36][37]

## 爭議
- 2008年4月30日，在國會因汽油國會陷入混亂的情況下，民主黨以撕毀民主黨少壯派議員的衣服爲由，於同年5月2日提出了懲罰動議。[38]
- 據政治資金收支報告書記載，葉梨的資金管理團體信和政經座談會作爲零支出聚會費，計入556萬的收入或用信用卡購買商品時，像支出兩次一樣計入，每年都計入虛構支出。[39]
- 2022年11月9日，葉梨康弘在東京舉行的一次會議上表示他認為法務大臣的工作就是蓋章執行死刑，且通常只有這種時候才能上新聞頭版，又指法務大臣是「吃力不討好」的職位，難以得到政治獻金和選票。此番言論隨即被各界批評為輕視人命且對其職務不負責任。翌日，葉梨康弘公開致歉並表示收回相關言論，並於11月11日向首相岸田文雄引咎請辭[40][41]。

## 附属组织和議員聯盟
- 和自民党烟草立法者联盟[42]
- 神道政治联盟国会议员圆桌会议[43]
- 日本会议国会议员圆桌会议
- 自民党游戏产业振兴国会议员联盟（副秘书长）
- 日韩议员同盟
- 重新挑战支持议会联合会
- 在TPP谈判中保护国家利益的小组
- 筑波快车（TX）利用建设推进协会（秘书长）
- 促进肌肉骨骼健康和延长健康预期寿命议员联盟（秘书长）
- 弹珠机连锁店协会

## 脚注
1. ↑  . 朝日新聞. 2021-08-18  [2022-08-16]. （原始内容存档于2022-08-16）.
2. ↑  . 時事ドットコム.   [2022-08-09]. （原始内容存档于2022-08-09） （日语）.
3. ↑  閨閥学. . 閨閥学. 2020-09-21  [2022-08-09]. （原始内容存档于2022-11-12） （日语）.
4. ↑  . 四国新聞. 2009-05-07  [2022-08-16]. （原始内容存档于2022-11-11）.
5. ↑  . 朝日新聞. 2021-08-18  [2022-08-16]. （原始内容存档于2022-08-16）.
6. ↑  . はなし康弘 - 自民党茨城第3選挙区支部.   [2022-08-16]. （原始内容存档于2022-11-19）.
7. ↑  . 時事通信.   [2022-08-16]. （原始内容存档于2022-12-12）.
8. ↑  『官報』 平成26年（2014年）9月9日付 本紙第6371号 p. 7
9. ↑  小泉進次郎氏は農林部会長留任 自民、部会長人事を内定 （页面存档备份，存于） 産経新聞 2016年8月18日
10. ↑  .   [2022-08-17]. （原始内容存档于2019-04-13）.
11. ↑  . 東京新聞. 2022-08-11  [2022-08-13]. （原始内容存档于2022-08-23）.
12. 1 2  . 朝日・東大谷口研究室共同調査 - 2021衆議院選挙. 朝日新聞社.   [2021-10-22]. （原始内容存档于2022-08-15）.
13. ↑  . NHK 衆議院選挙2021 候補者アンケート.   [2021-10-21]. （原始内容存档于2021-10-21）.
14. ↑  . 第49回衆院選. 毎日新聞社.   [2022-06-07].
15. ↑  . 朝日・東大谷口研究室共同調査 - 2021衆議院選挙. 朝日新聞社.   [2021-10-22]. （原始内容存档于2022-08-15）.
16. ↑  . 朝日・東大谷口研究室共同調査 - 2021衆議院選挙. 朝日新聞社.   [2021-10-22]. （原始内容存档于2022-08-15）.
17. ↑  . 朝日・東大谷口研究室共同調査 - 2021衆議院選挙. 朝日新聞社.   [2021-10-22]. （原始内容存档于2022-08-15）.
18. ↑  . 朝日・東大谷口研究室共同調査 - 2021衆議院選挙. 朝日新聞社.   [2021-10-22]. （原始内容存档于2022-08-15）.
19. ↑  . 朝日・東大谷口研究室共同調査 - 2021衆議院選挙. 朝日新聞社.   [2021-10-22]. （原始内容存档于2022-08-15）.
20. ↑  . 朝日・東大谷口研究室共同調査 - 2021衆議院選挙. 朝日新聞社.   [2021-10-22]. （原始内容存档于2022-08-15）.
21. ↑  . NHK 衆議院選挙2021 候補者アンケート.   [2021-10-21]. （原始内容存档于2021-10-21）.
22. ↑  . NHK 衆議院選挙2021 候補者アンケート.   [2021-10-21]. （原始内容存档于2021-10-21）.
23. ↑  原田晋也、皆川剛. . 東京新聞. 2021-06-23  [2021-09-21]. （原始内容存档于2022-07-26）.
24. ↑  . 第49回衆院選. 毎日新聞社.   [2022-06-07].
25. ↑  . 共同通信. 2022-08-15  [2022-08-16]. （原始内容存档于2022-09-22）.
26. ↑  . 共同通信. 2022-08-15  [2022-08-16]. （原始内容存档于2022-09-22）.
27. ↑  . 朝日新聞. 2022-08-15  [2022-08-16]. （原始内容存档于2022-11-01）.
28. ↑  . 時事ドットコムニュース. 2022-08-15  [2022-08-16]. （原始内容存档于2022-08-16）.
29. ↑  @グリーンべると NEWS DASH （页面存档备份，存于） 2009年1月23日
30. ↑  社団法人全日本トラック協会への補助金のあり方に関する質問に対する答弁書 （页面存档备份，存于） 内閣衆質169第30号 2008年2月5日
31. ↑  「@グリーンべると NEWS DASH （页面存档备份，存于）」2008年6月19日を参照。
32. ↑  「@グリーンべると NEWS DASH （页面存档备份，存于） 2008年6月23日
33. ↑  理事・会員リスト Archive.today的存檔，存档日期2019-04-03 パチンコチェーンストア協会
34. ↑  第171回国会　法務委員会　第12号（平成21年6月26日（金曜日）） （页面存档备份，存于） 2009年6月26日
35. ↑  宮沢りえのヘアヌード写真集 17歳で撮影なら児童ポルノ？ （页面存档备份，存于） J-CASTニュース 2009年6月29日
36. ↑  . 衆議院.   [2022-08-16]. （原始内容存档于2022-08-16）.
37. ↑  . 産経新聞. 2017-04-05  [2022-08-16].
38. ↑  国会混乱めぐり与野党双方が懲罰動議提出 日テレNEWS24 2008年5月2日
39. ↑  「葉梨法務副大臣 556万を研修会名目で違法に収受 クレカの領収書を使った二重払いの架空支出も 政治資金規正法違反の疑い」エコーニュース 2014年11月15日
40. ↑  . 香港01. 2022-11-11  [2024-07-21]. （原始内容存档于2024-07-26） （中文（香港））.
41. ↑  . 香港電台.   [2024-07-21]. （原始内容存档于2024-07-26） （中文（臺灣））.
42. ↑   (PDF). 全国たばこ新聞 (全国たばこ販売協同組合連合会). 2021-06-25  [2021-07-11]. （原始内容存档 (PDF)于2021-11-17）.
43. ↑  俵義文、日本会議の全貌、花伝社、2016年